# Вогневе
Вогневе́ (до 1945 року — Отеш; крим. Öteş) — село Євпаторійського району Автономної Республіки Крим.